# Camió

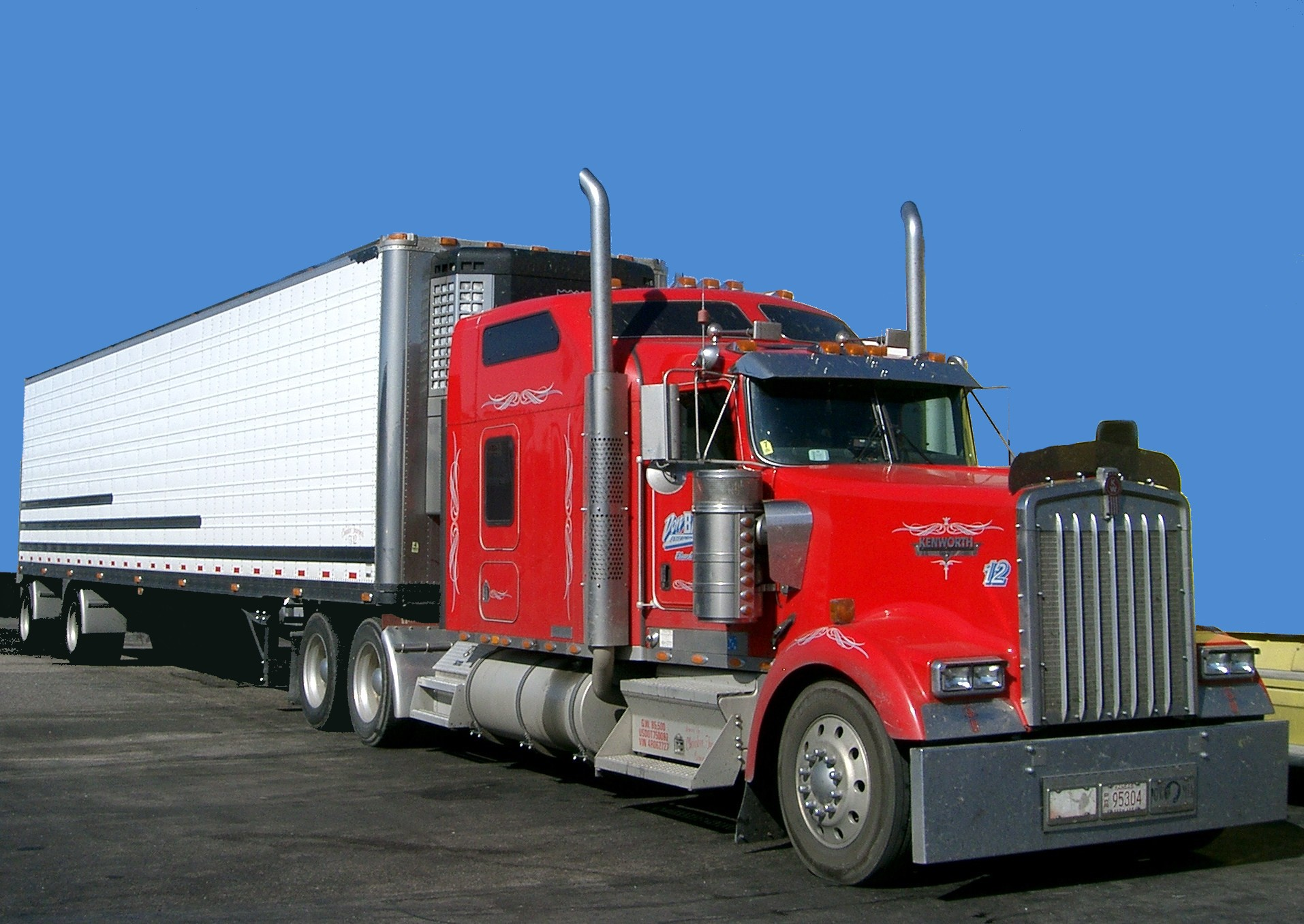
Un camió americà Kenworth.

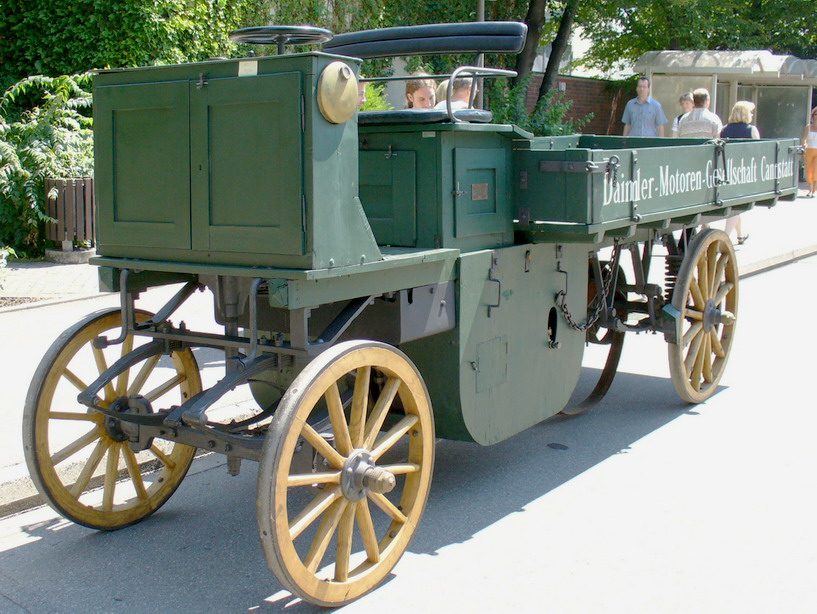
Daimler-Lastwagen, 1896

Un camió és un tipus d'automòbil que normalment s'utilitza per transportar mercaderies i materials. Els camions comercials o els de bombers poden ser una mica més grans i també poden servir com a andanes per equipament especialitzat. Els camions lleugers acostumen a pesar menys de 3.000 quilograms i són similars en mida a un cotxe. S'anomenen furgonetes si són de caixa tancada i camionetes si són de caixa oberta o plataforma. Els camions pesants tenen un pes útil superior a 1500 kg.

## Història

### Els primers camions de vapor
Els camions i els cotxes tenen un ancestre comú: el primer vehicle de vapor Fardier que el francès Nicolas-Joseph Cugnot va construir en 1769. No obstant això, els camions de vapor no eren comuns fins a mitjan dècada de 1800. Els camins de l'època, construïts per a cavalls i carruatges, limitaven aquests vehicles a trajectes molt curts, en general d'una fàbrica a l'estació de tren més propera. El primer semirremolc va aparèixer en 1881, remolcat per un tractor a vapor fabricat per De Dion-Bouton. Els camions amb generador de vapor es van vendre a França i als Estats Units fins a la vespra de la Primera Guerra Mundial i el començament de la Segona Guerra Mundial en el Regne Unit, on eren coneguts com els «vagons de vapor».

### Del vapor a la combustió interna

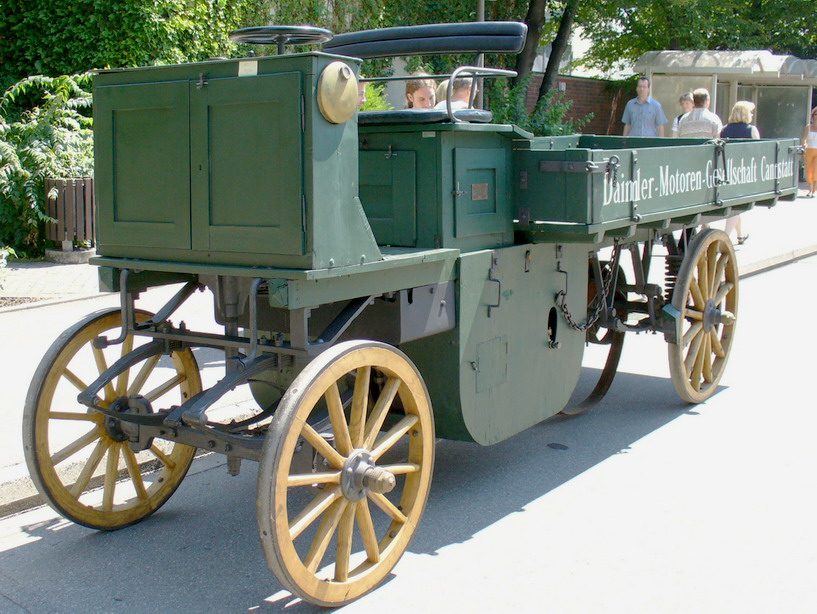
Daimler-Lastwagen, 1896

En 1895 Karl Benz va dissenyar i va construir el primer camió de la història utilitzant un motor de combustió interna. Més tard aquest any alguns dels camions de Benz es van modificar per convertir-se en el primer autobús pel Netphener, la primera empresa de motorbus en la història. En 1896, un altre camió, amb motor de combustió interna va ser construït per Gottlieb Daimler. Altres companyies, com Peugeot, Renault i Büssing, també van construir les seves pròpies versions. El primer camió als Estats Units va ser construït per Autocar en 1899 i estava disponible amb 5 o 8 motors de potència opcionals.
Els camions d'aquesta època utilitzaven sobretot motors de dos i quatre cilindres i tenien una capacitat de càrrega de 1500 a 2000 quilograms (3.300 a 4.400 lliures). Als Estats Units, en 1904 es van construir 700 camions, 1.000 en 1907, 6.000 en 1910 i 25.000 en 1914.
Després de la Primera Guerra Mundial, es van realitzar diversos avanços: els pneumàtics de cautxú van substituir als de goma massissa, es van afegir els motors d'arrencada elèctrics, els frens, motors de 4, 6 i 8 cilindres i es van tancar les cabines, que es van dotar d'il·luminació elèctrica. Així van aparèixer els primers camions semiremolc moderns. Aviat, els fabricants d'automòbils com Ford i Renault van entrar al mercat dels camions pesants.

### L'era dels motors dièsel
A pesar que s'havia inventat en 1890, el motor dièsel era poc freqüent en els camions a Europa fins a la dècada de 1930. Als Estats Units, va prendre molt més temps que els motors dièsel fossin acceptats; encara existien motors de gasolina en ús en camions pesants en la dècada de 1970, mentre que a Europa i Àsia ja havien estat completament reemplaçats 20 anys abans.

## Parts d'un camió
La majoria dels camions comparteixen el mateix tipus de fabricació: s'integra un xassís, un motor, una transmissió, una cabina, una zona per a la col·locació de la càrrega o l'equip, eixos, suspensions, adreça i llandes/pneumàtics. Els sistemes elèctric, pneumàtic, hidràulic, així com l'aigua i els líquids també s'inclouen. Alguns camions poden ser adaptats per remolcar un o diversos remolcs o semirremolcs.

### Cabina
La cabina és un espai tancat on se senti el conductor o operador. La cabina és un espai adjunt a la cabina on el conductor descansa mentre no pot conduir; és propi dels camions articulats amb tractocamió i semirremolc.
Hi ha diverses configuracions de cabina possibles:
- Cabina sobre el motor (en anglès, Cabin Over Engine, COE), o «cap pla», «sense trompa» o «cabina camusa»,[9] en la qual el conductor té el seient sobre l'eix davanter i el motor. Aquest disseny és gairebé omnipresent a Europa, on les longituds totals de camions estan estrictament regulades. L'estil era molt comú en els camions pesants d'Amèrica del Nord, però va perdre protagonisme quan la longitud permesa es va estendre a principis de 1980. No obstant això, aquest disseny segueix sent popular a Amèrica del Nord en els camions de servei mitjà i lleuger. Per accedir al motor, tota la cabina s'inclina cap endavant, per la qual cosa també es coneix com a «cabina abatible».[9] Aquest tipus de cabina és especialment adequat per a les condicions de lliurament a Europa, on moltes vies segueixen un traçat de camins molt més antics, i en molts llocs es necessita donar volta en un espai curt, que requereixen la capacitat de gir addicional donada per la curta distància entre eixos de la cabina sobre el tipus de motor. El disseny COE va ser inventat per Viktor Schreckengost.
- Cabina convencional, la més freqüent a Amèrica del Nord i Austràlia, pel seu aspecte es denomina «cabina de morro»,[9] en el Regne Unit es coneix com a «cabina americana» i als Països Baixos com a «cabina torpede». El conductor està assegut darrere del motor, com en la majoria dels vehicles de passatgers o camionetes. Les cabines convencionals més modernes tenen dissenys aerodinàmics, amb el capó inclinat i altres característiques de baixa fricció.
- Cabina lateral al motor, un disseny poc freqüent que s'utilitza principalment a l'interior de les drassanes o altres llocs on calgui el vehicle per transportar càrregues llargues, tals com a tubs, barres de metall, planxes i altres materials de construcció. Aquestes cabines solen construir-se per encàrrec.

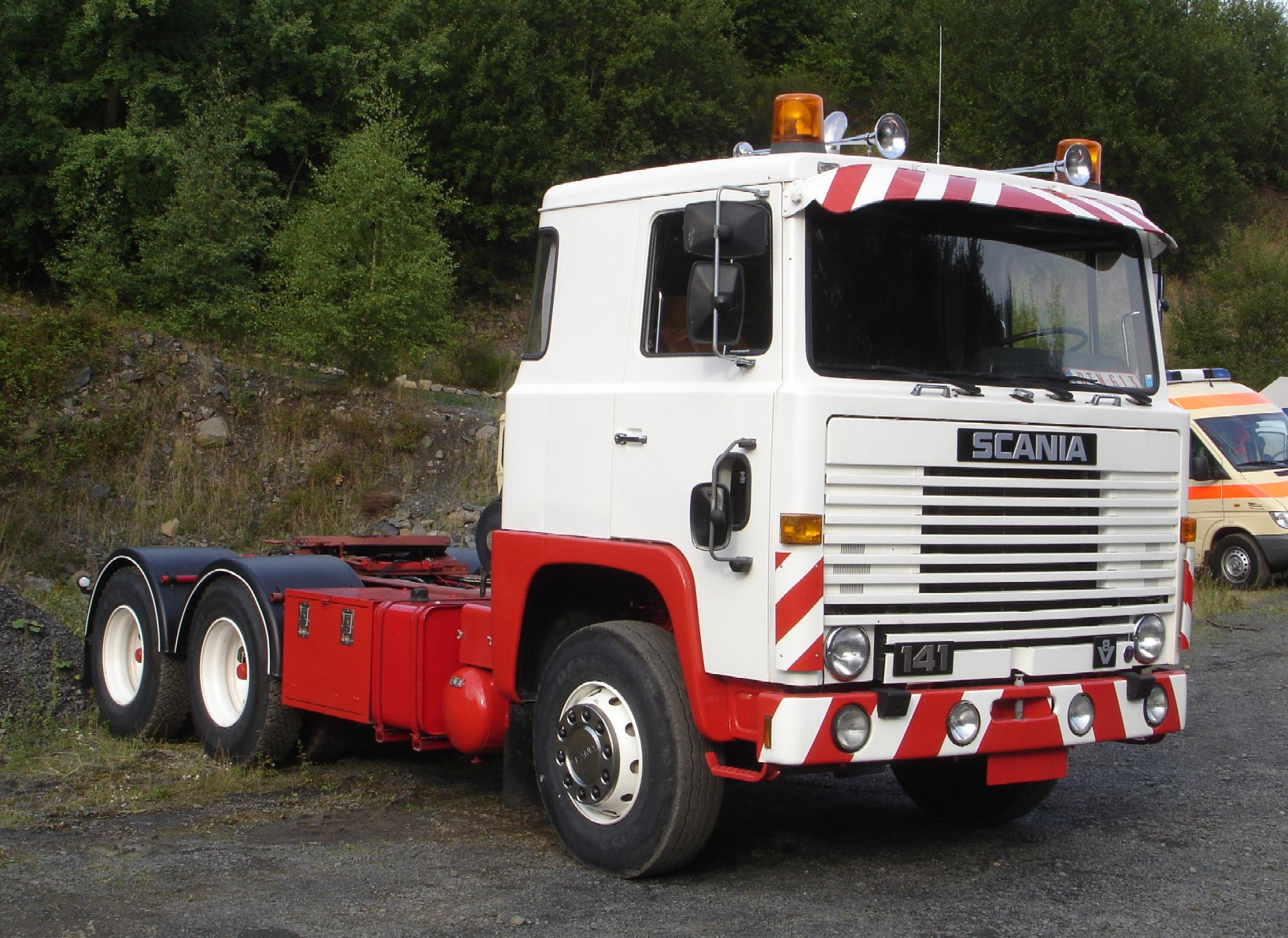
Cap tractora plana.
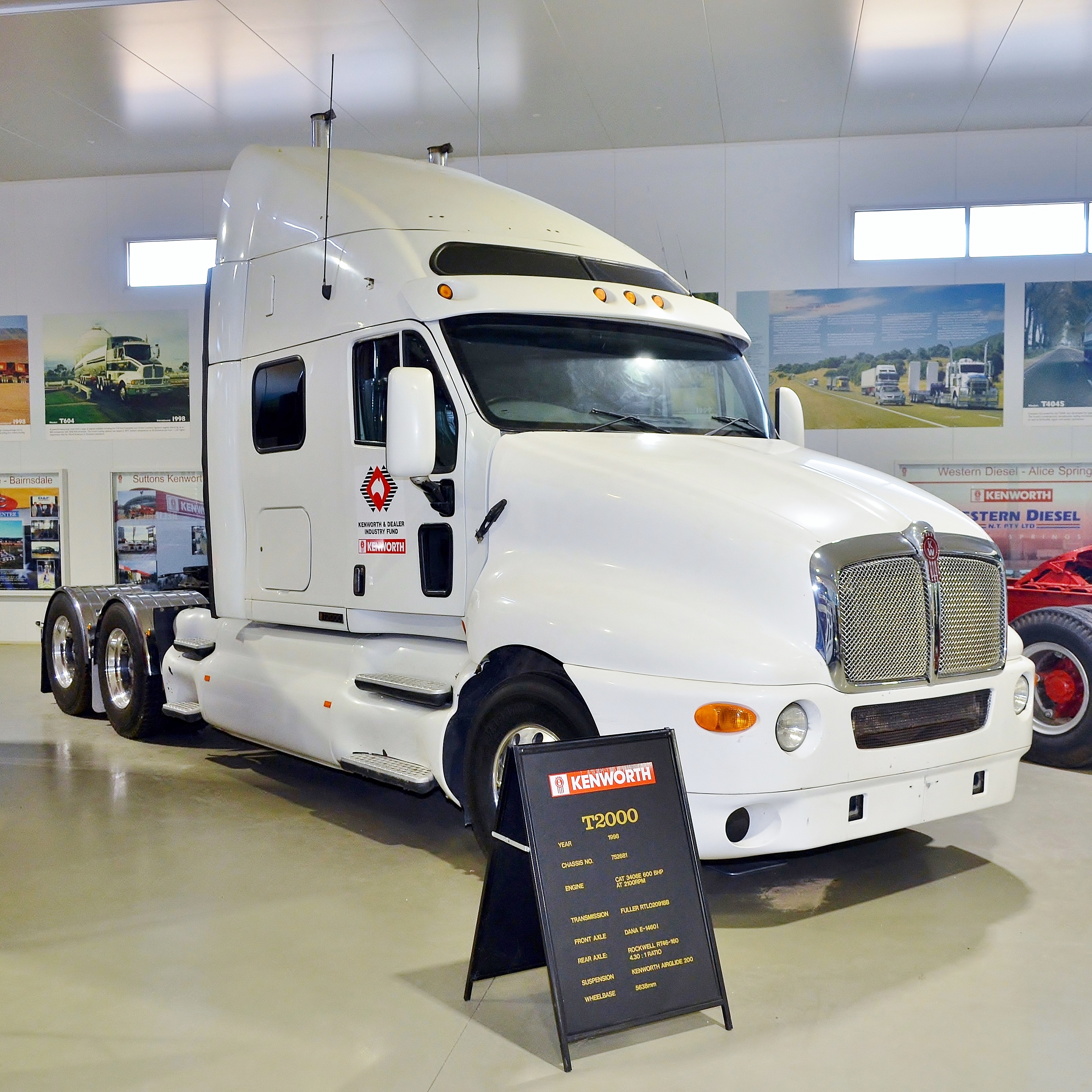
Cap tractora convencional amb línia aerodinàmica.
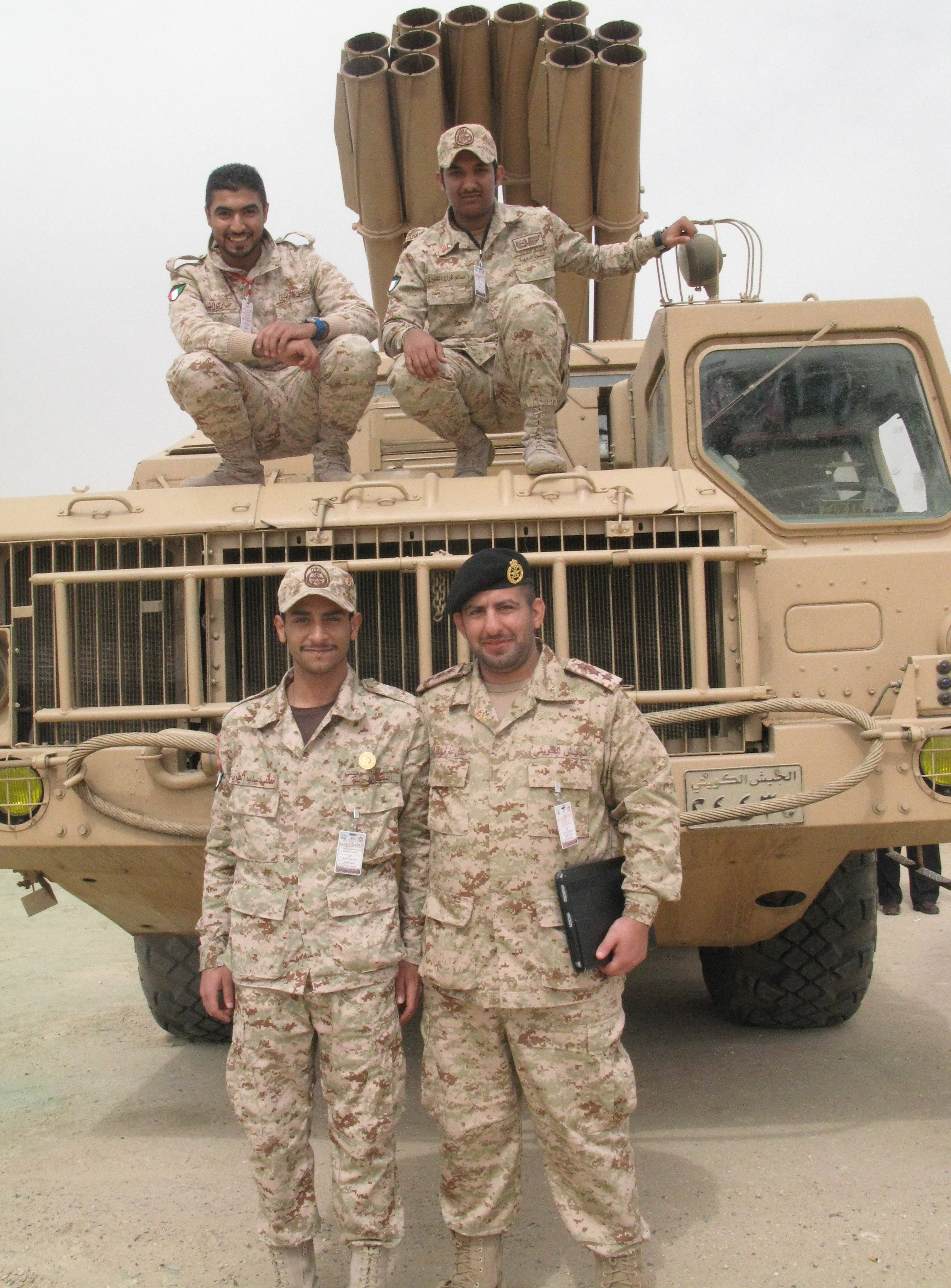
Camió de cabina lateral al motor.

### Xassís
Avui dia, tots els camions estan repartits segons les seves categories de grandària, tracció, i carrosseries dissenyades per al transport. Gràcies als accessoris per a camions es permet:
- Renovar les peces desgastades; pastilles de fre, pneumàtics, etc.
- Elements de recanvi a l'interior de la cabina.
- Components per decorar l'exterior dels vehicles pesants.

## Classes i tipus de camions

### Per la seva grandària

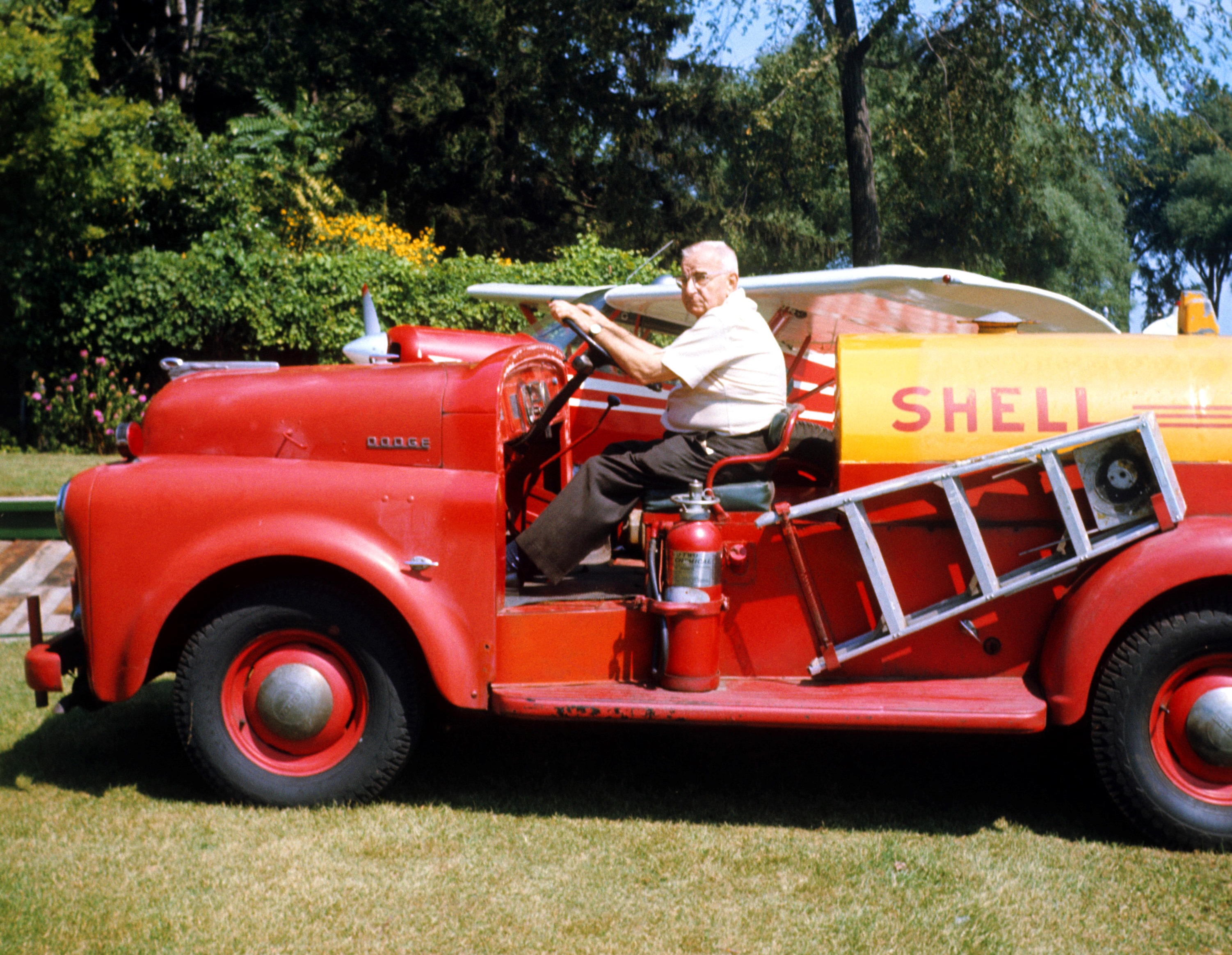
Un camió lleuger (xassís Dodge) utilitzat per la recarrega de combustible de les avionetes a la Base d'Hidroavions Garland

- Lleugers: Categoria que s'assigna als vehicles que es distingeixen a causa que la seva capacitat està compresa entre 500 kg i 2,5 tones, es mouen amb motors de gasolina o dièsel i utilitzen pneumàtics senzills.

- Lleugers: Són una mica més llargs i una mica més potents que els lleugers, però igual que l'esmentada categoria, són estrets; la seva capacitat està entre 2,5 i 3,5 tones, es mouen generalment amb motor a gasolina o dièsel i tenen les rodes dobles a cada costat.

- Semilleugers: Aquest tipus de camions són una mica amples i poc llargs, la capacitat compresa està entre 3,5 i 4,5 t, es mouen amb dièsel encara que també hi ha models híbrids i a gas GNC/GNL.

- Mitjans: Són similars als semilleugers, però es diferencien pel seu xassís (una mica més llarg), perquè el seu motor dièsel és més potent, i perquè disposen de frens d'aire comprimit i de motor; la capacitat està compresa entre 4,5 i 5,5 t.

- Semipesants: Variant intermèdia entre la versió anterior i els pesants; igual que els mitjans, són llargs, més potents en comptar amb motors dièsel modificats i utilitzen frens d'aire i de motor/ofec; la seva capacitat està entre 5,5 i 7,5 t. S'especialitza en el transport de càrrega per carretera i la distribució urbana de mercaderies.

- Pesants: Model més gran que tots els anteriors, però inferior a les següents categories restants. Es diferencien per aquests motius: té la cabina dels semipesants, les llandes/pneumàtics són més grans, igual que les llandes que tenen 8 perns, xassís més llarg, i sobretot, el motor dièsel que pot ser o de 4 cilindres en versions doble turbo, súper turbo, o bé, màquines de 5 cilindres turbodièsel, o 6 cilindres també turbodièsel units a caixes mecàniques de 7 o 8 velocitats. A més, la seva capacitat varia entre 7,5 i 9 t.

- Extra pesants: Són grans i adequats per al transport de mercaderies tant a la ciutat com en el camp a distàncies semicurtes, mitjanes i semillargues; la cabina d'aquesta versió és de disseny diferent, xassís una mica llarg i es mouen amb màquines dièsel d'un sol o doble-turbo de 6 cilindres en línia o en V; la capacitat està entre 9 i 11,5 t.

- Mega pesants: Idèntics a l'anterior, però no obstant això, té la cabina una mica alta, són més potents, tenen caixes mecàniques o automàtiques de fins a 12 velocitats i a més, vénen en tres tipus de xassís:

Curt: Per a les aplicacions de construcció, (bolquets, formigoneres, etc.) o bé, per remolcada de vehicles (grua de ganxo).
Mitjà: Per als transports combinats de carregui i arrossegament, com a camió-remolqui, camió-acoblat etc. a causa que alguns models tenen cinquena roda.
Llarg: Per a transports variats de semillarg abast tant a l'àrea urbana com a l'àrea rural i de vegades, d'usos especials. La seva capacitat comprèn entre les 11,.5 i 13 t.
- Tera pesants: Són camions que vénen en diferents modalitats i versions, segons diversos mercats; aquestes versions són les següents: 6x2, (2 eixos davanters, 1 darrere), 6x2 (1 davanter, 2 darreres - l'últim o el primer direccional-) o 6x2 II (1 davanter, 2 darreres - l'últim auxiliar-). La seva capacitat està entre 16 i 20 t, gràcies al tercer eix disposat com es va descriure anteriorment, sigui direccional davanter o darrere o auxiliar darrere.

- Ultra pesants: Són els vehicles anomenats tandem" o "de doble eix" perquè tenen tracció 6x4, amb presentacions llarga, mitjana i curta. Les seves capacitats van des de 20 fins a 23 t, depenent del xassís i l'aplicació al fet que es destini el vehicle.

- Giga pesants: És el grup més voluminós, albergant dos tipus de camió: el primer segment, sobrenomenats "quatre mans", "quatre rodes" o "quatre eixos", posseeixen dos eixos direccionals en la part davantera; el segon, els anomenats "tridem", tenen tres eixos en la part posterior, permetent que l'automotor pugui moure una mica de càrrega addicional. Les seves capacitats comprenen entre 23 i 26 t.

- Super pesants: Són els populars caps tractors, etc. (segons el seu nom a certs països) que són i s'empren per carregar i arrossegar, doncs es mesura la capacitat del carregui i de l'arrossegament; es diferencien per aquests motius: tenen les ajudes elèctriques, electròniques i hidràuliques per suplir de frenat i electricitat al conjunt, cridi's semirremolc, bi-tren o tren de carretera, són molt més super potents, ja que munten motors doble-turbo, súper-turbo o súper-doble de 8, 10 i de vegades, de 12 cilindres en V i aconsegueixen potències de fins a 1200 hp. La seva capacitat de càrrega varia entre 40 i 250 t (aquests últims, per als transports especials súper pesants.)

### Pel seu ús
Alguns tipus de camions, per usos, són els següents:

Grua muntamobles

- Camió plataforma: destinat a transports variats
- normal, destinada únicament a contenir i protegir la càrrega,
  - condicionat, amb una estructura dissenyada i construïda per transportar mercaderies a temperatures controlades amb parets d'un espessor mínim de 45 mm, poden al seu torn ser
    - isoterms, mantenen la temperatura (fred o calor) de la mercaderia,
    - frigorífics/congeladors, refreden i refrigeren o congelen la mercaderia.
- camió autobús o bus, el que transporta persones d'un lloc a un altre.

- Basculant, amb safata de càrrega basculant i fixa al xassís.
- Blindat, per a transport de diners (generalment a bancs) o d'objectes valuosos.
- Ampoller, usat per transportar ampolles contenidores de líquids.
- Capitoné, camió de caixa tancada i perllongada sobre la cabina, embuatat a l'interior, utilitzat per a la realització de mudances.
- Botaner, per a transport de bombones: cilindres de gas.
- Cisterna, el que equipa una cisterna per al transport de gasos, líquids (aigua o uns altres) o substàncies pulverulentes.
- Camió d'escombraries.
- Camió miner.
- De bombers, específic per apagar incendis.
- D'estaques, per a càrrega variada.
- Extravial o «fora de carretera»: vehicle més robust i reforçat, per a moviment de grans volums d'àrids i roques, habitualment denominat dumper en anglès, proveït d'una caixa basculant per abocar ràpidament la càrrega.
- De furgó. Normalment són camionetes pick-up a les quals se'ls talla el plató de la part posterior i és reemplaçat per un furgó.
- Grua.
- Formigonera.
- Mosquit o plataforma portaautomòbils, dissenyat especialment per a transport d'automòbils. També se li coneix com autotransportador, camió cigonya, camió nodrissa, etcètera.
- Refrigerat o frigorífic, per a transport de productes sensibles a la calor.
- Tàndem, més conegut com a camió de doble barati o de doble eix, es distingeix per tenir xassís una mica més llarg o curt, dos eixos de propulsió posterior i caixa de 14 o de 16 velocitats. El seu ús és per a càrregues molt pesades, o bé, per a obres de construcció.
- Tremuja: pot ser xassís acoblat o remolc. A tots dos a Argentina se'ls coneix com a «cosset» (brasier). S'utilitzen per a transport de farines o de ciments a orri.
- Bolquet, o «de volteig». Aboca la seva càrrega cap enrere o, en models recents, lateralment.
- Tractocamió o cap tractor: és un automòbil concebut i construït per a labors de tir, és a dir per a l'arrossegament d'un semiremolc. Al conjunt del tractocamió i el seu semirremolc és un vehicle articulat encara que habitualment se li denomina tràiler.
- Tren de carretera: vehicle automòbil format per un vehicle motor que arrossega un remolc. El vehicle a motor pot ser un camió o no. A Espanya només està permès l'arrossegament d'un remolc.
- Casa Rodant o autocaravana la seva funció és albergar persones i està equipat per a això, ja que compta amb llits, bany, cuina, etc. Generalment es lloguen per a viatges.

### Per la seva categoria
Una classificació legalment reconeguda dels vehicles en la Unió Europea els classifica en tres categories: M (per al transport de persones), N (per al transport de mercaderies) i O (per als remolcs i semiremolcs). Els vehicles de la categoria N, és a dir aquells vehicles de motor destinats al transport de mercaderies que tinguin almenys quatre rodes, se subdivideixen el tres subcategories establertes en funció de la seva MMA:
- N1 - MMA fins a 3.500 kg,
- N2 - MMA superior a 3.500 kg i fins a 12.000 kg,
- N3 - MMA superior a 12.000 kg.

### Pel tipus de roda
- D'artilleria: Per regla general solen posseir 5 o 6 radis. Solament es reemplaça el pneumàtic sense necessitat de desmuntar tota la roda.
- Tipus campana: És el més usat en els models de marques europees. Sol posseir 12 orificis on s'insereixen els perns de subjecció. Els camions petits posseeixen un tipus similar, encara que en aquest cas només té 6 perns de subjecció.

## Camió militar

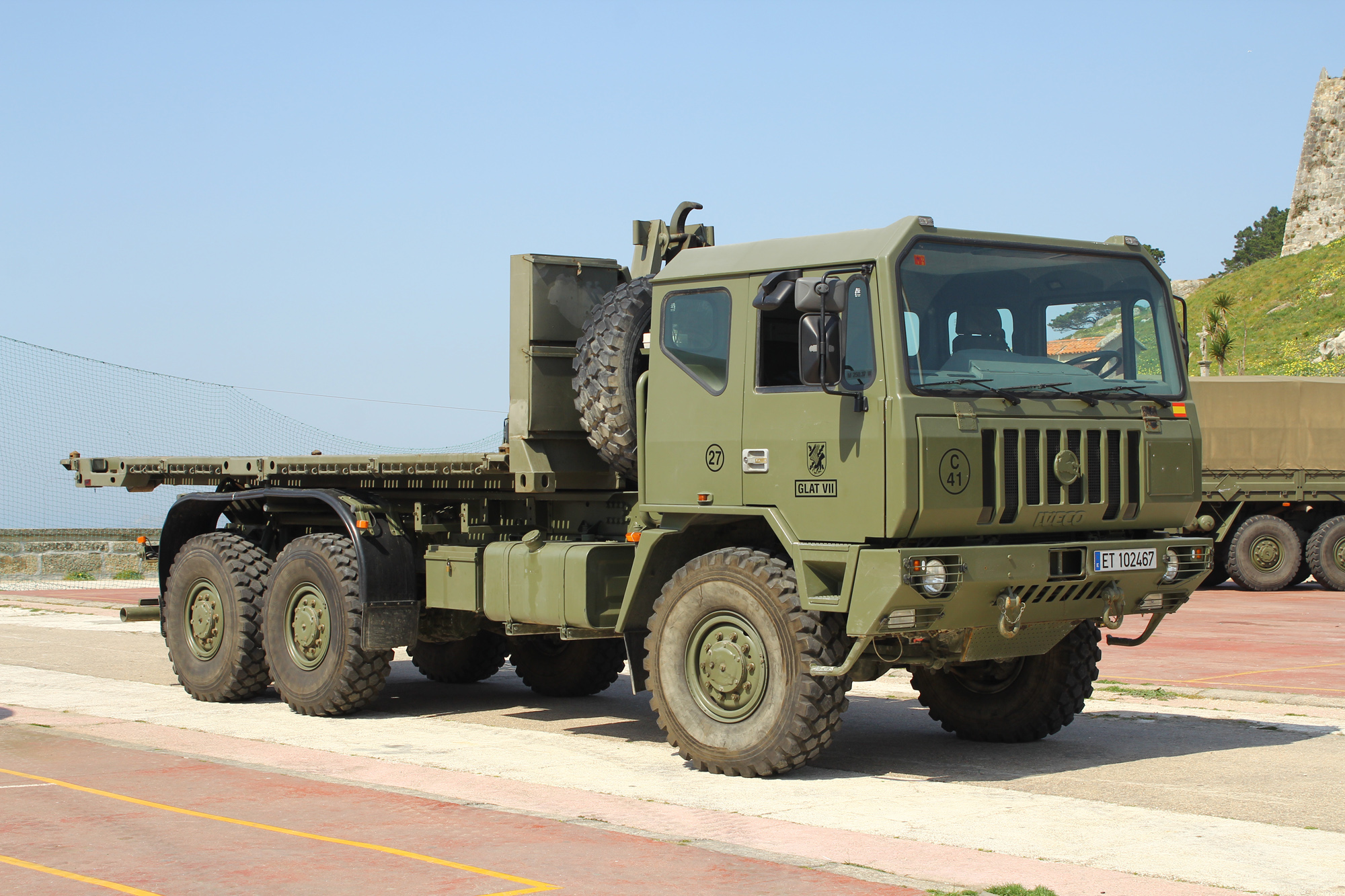
Camió militar Iveco de l'Exèrcit de Terra espanyol.

Un camió militar, és un vehicle a motor que ha estat dissenyat pel transport de tropes, combustible, i subministraments militars, fins al camp de batalla, per carreteres asfaltades, i camins de terra sense asfaltar. Diversos països han fabricat els seus propis models de camions militars, cadascun d'ells té unes característiques tècniques pròpies. Aquests vehicles estan adequats a les necessitats dels diferents exèrcits sobre el terreny. En general, aquests camions estan formats per un xassís, un motor, una transmissió, una cabina, una àrea per a la col·locació de la càrrega i l'equip, eixos de transmissió, suspensions, direcció, llantes, pneumàtics, sistema elèctric, pneumàtic, i hidràulic, un sistema de refrigeració del motor, i frens. Aquests vehicles, poden funcionar amb un motor de betzina, o amb un motor de gasoil (dièsel), hi ha vehicles amb tracció a les quatre rodes (4x4), amb sis rodes (6x6), amb vuit rodes (8x8), amb deu rodes (10x10), i fins i tot amb dotze rodes (12x12).

## Mercat dels camions pesants

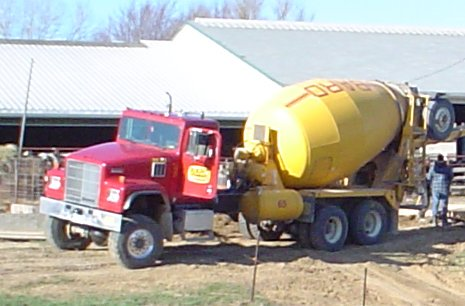
Un cimenter.

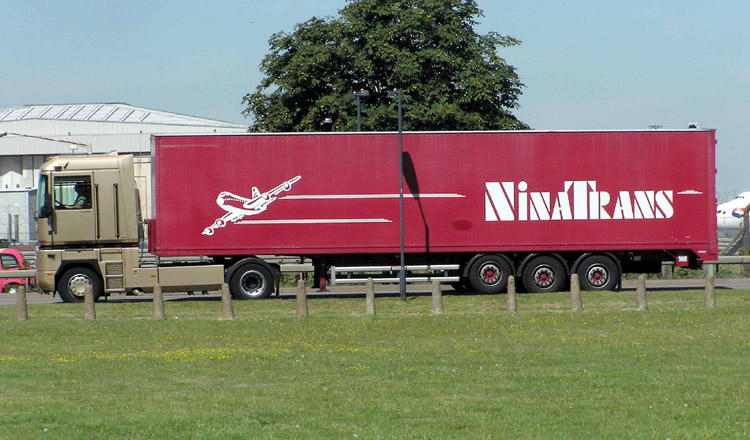
Un camió articulat a Londres.

| #  | Marca                                                                                        | Unitats |
| -- | -------------------------------------------------------------------------------------------- | ------- |
| 1  | Daimler AG (Mercedes-Benz, Freightliner Trucks, Sterling Trucks, Unimog, Western Star, Fuso) | 241.515 |
| 2  | Volvo Group (Volvo, Mack, Renault, UD Nissan Diesel)                                         | 177.106 |
| 3  | PACCAR (DAF Trucks, Kenworth, Peterbilt, Leyland Trucks)                                     | 124.406 |
| 4  | Navistar International Corporation (International, Workhorse)                                | 61.066  |
| 5  | MAN                                                                                          | 53.379  |
| 6  | Scania                                                                                       | 53.365  |
| 7  | Hino Motors (Toyota Group)                                                                   | 44.494  |
| 8  | Iveco (Iveco, Magirus, Astra, Seddon Atkinson, Yuejin)                                       | 43.364  |
| 9  | Nissan Diesel                                                                                | 25.852  |
| 10 | Volkswagen                                                                                   | 22.684  |